# Münster
Münster je grad i riječna luka u njemačkoj pokrajini Sjeverna Rajna-Vestfalija.

## Zemljopis
Münster se nalazi na rijeci Aa, otprilike 15 kilometara južno od njezina ušća u rijeku Ems koja se poteže dalje do Vestfalskog zaljeva, Wolstonski sedimenti planinskog grebena zvanog "Münsterski lanac" prolaze od sjevera prema jugu. Najviša nadmorska visina je vrh Mühlenberg na sjeverozapadu Münstera, 97 metara iznad razine mora. Najniža nadmorska visina je kod Emsa s 44 m nadmorske visine. Centar grada je na 60 m nadmorske visine, mjereno na Prinzipalmarktu ispred povijesne gradske vijećnice.
Nizozemski grad Enschede nalazi se oko 65 km sjeverozapadno od Münstera. Ostali veći gradovi u blizini uključuju Osnabrück, oko 44 km prema sjeveru, Dortmund, oko 61 km na jug i Bielefeld, oko 62 km na istok.
Münster je jedno od 42 aglomeracijska područja i jedan od najvećih njemačkih gradova po površini. No, to uključuje značajne rijetko naseljene, ruralne četvrti koje su prije bile odvojene lokalne vlasti dok se nisu spojile 1975. godine. Tako je gotovo polovica gradskog područja ruralnog karaktera, što rezultira niskom gustoćom naseljenosti od oko 900 stanovnika po km2.

## Povijest
Grad je nastao na mjestu starog germanskog (3. stoljeće) i saskog naselja (7. – 8. stoljeća), a Karlo Veliki je 782. sagradio utvrdu. Ime dolazi od latinskog naziva za samostan, monasterium, koji je sagrađen na kraju 8. stoljeća. od 805. grad je sjedište biskupije, a status grada dobiva u 12. stoljeću, dok je u Hanzu stupio tijekom 14. stoljeća. Tijekom kraćeg razdoblja u 16. stoljeću grad je bio početno polazište anabaptizma gdje je osnovana i njihova komuna, ali je ubrzo vraćen katoličkoj upravi. U Münsteru je 1648. sklopljen Westfalski mir, kojim je završen Tridesetogodišnji rat, a nakon Napoleona dolazi u sastav Pruske, dok za vrijeme Drugoga svjetskoga rata teško stradao.:652

## Stanovništvo
Münster ima oko 300.000 stanovnika, te više od 10.000 stanovnika kojima je grad samo prebivalište. Grad ima oko 50.000 stranaca s prebivalištem.
| Položaj | Nacionalnost | Broj (31.12.2016) |
| ------- | ------------ | ----------------- |
| 1       | Poljska      | 2,265             |
| 2       |              | 1,885             |
| 3       |              | 1,735             |
| 4       |              | 1,636             |
| 5       | Italija      | 1,143             |
| 6       |              | 987               |
| 7       |              | 805               |
| 8       |              | 723               |
| 9       |              | 699               |
| 10      |              | 684               |
| 11      |              | 612               |
| 12      |              | 605               |

## Znamenitosti
- Katedrala Sv. Pavla iz 13. stoljeća
- Crkva Sv. Lamberta iz 14. stoljeća
- Prinzipalmarkt
- Gradska vijećnica iz 19. stoljeća
- Biskupski dvor iz 18. stoljeća

## Gospodarstvo
Münster je poznato njemačko središte strojograđevne, farmaceutske i kemijske industrije kao i izdavaštva i tiskarstva. Grad se nalazi na riječnom putu Dortmund-Ems te i povezan sa Zračnom lukom Münster/Osnabrück.

## Poznate osobe
- Annette von Droste-Hülshoff, književnica
- Alfred Dregger, političar i vođa CDU-a
- Wilhelm Emmanuel Freiherr von Ketteler, biskup
- Edith Stein, predavala pedagogiju na sveučilištu
- Johann Georg Hamann, filozof
- Ulrich Beck, predavao sociologiju na sveučilištu
- Ana Katarina Emerih, blaženica
- Reiner Klimke, olimpijac u konjičkom sportu

## Gradovi prijatelji
- York, Ujedinjeno Kraljevstvo
- Orléans, Francuska
- Kristiansand, Norveška
- Monastir, Tunis
- Rishon LeZion, Izrael
- Fresno, Kalifornija, SAD
- Rjazanj, Rusija
- Mühlhausen, Njemačka
- Lublin, Poljska